# Eva González
 (juin 2015).
Si vous disposez d'ouvrages ou d'articles de référence ou si vous connaissez des sites web de qualité traitant du thème abordé ici, merci de compléter l'article en donnant les références utiles à sa vérifiabilité et en les liant à la section « Notes et références ».
Pour la peintre française, voir Eva Gonzalès.
Pour l’article homonyme, voir Gonzalès.
Eva María González Fernández, née le 5 novembre 1980 à Mairena del Alcor, Province de Séville (Espagne), est une mannequin et présentatrice de télévision espagnole qui a gagné le concours Miss Espagne en 2003.

## Biographie
Issue d’un milieu modeste, elle naît et grandit à Mairena del Alcor, située dans la région de Séville, avec ses parents Manuel, qui est agriculteur, et Encarna, sa mère, et sa seule sœur María. Dans son adolescence, elle commence à travailler comme mannequin avec l’agence Doble Erre à Séville, propriété de la célèbre mannequin Raquel Revuelta. Peu après, à l’âge de 22 ans, elle gagne le concours Miss Séville puis, Miss Espagne. Elle gagne aussi les prix de Miss Sympathie et Miss Élégance[réf. nécessaire]. 
C’est alors qu’elle abandonne ses études pour avoir le temps de s’occuper de ses engagements comme Miss Espagne 2003 pendant près d’une année. Peu après, elle voyage à Panama pour participer au concours de Miss Univers 2003 où elle est favorite mais elle n’est pas choisie parmi les quinze meilleures. 
La mannequin entre dans le monde de la mode en Espagne comme représentante d’entreprises comme Viceroy et Tampax et aussi avec sa participation à des défilés connus comme la Pasarela Cibeles, entre autres. Vers l’âge de 24 ans, elle commence aussi sa carrière à la télévision. Ses premières apparitions dans ce média sont une collaboration en 2004 au programme UHF du Channel Antena 3 et sa participation dans la série Los Serrano du Channel Telecinco.
Celle qu’on qualifie de personne discrète dans sa vie personnelle a eu diverses relations. En 2004, elle a une relation avec le présentateur et acteur Arturo Valls, et après, la même année et jusqu’en 2008 avec Iker Casillas, gardien de but de la sélection espagnole de football et du Real Madrid. Quelques mois après, en mars 2009, sa relation avec le torero Cayetano Rivera est confirmée.
En 2010, la présentatrice est responsable du programme télévisuel Supervivientes. En 2013 elle est la présentatrice de la version espagnole de MasterChef.

## Carrière
Télévision
- Supervivientes (Reality Show, Telecinco) (2010-actualité)
- Guerra de sesos (Programme TV, LaSiete) (2009)
- El juego del euromillón (Programme TV, Telecinco) (2009)
- Premios TP de Oro (Cérémonie, La Sexta)
- La tira (Série TV, La Sexta)
- Tres deseos (Programme TV, A3)
- Image de la marque d’eau Bezoya (spot publicitaire TV)
- Image de la firme Braun (spot publicitaire TV)
- Se llama copla (Programme TV, Canal Sur) (2007-actualité)
- Buenafuente (Programme TV, La Sexta)
- Fenómenos (Programme TV, La Sexta)
- Dímelo al oído (Programme TV, La Sexta)
- Capital (Série TV, Telemadrid)
- Los Serrano (Série TV, T5)
- UHF (Programme TV, A3)
- Campagne publicitaire Tampax (Chica Tampax)
- Campagne publicitaire Viceroy
- 7 vidas (Série TV, 2004)

Mannequinat
- Image de la firme Braun
- Défilé Félix Ramiro
- Défilé Good Year
- Pasarela Cibeles
- Concours Miss Espagne 2003